# Zaira eleodivora
Zaira eleodivora är en tvåvingeart som först beskrevs av Margaret Walton 1918.  Zaira eleodivora ingår i släktet Zaira och familjen parasitflugor.
Artens utbredningsområde är Nebraska. Inga underarter finns listade i Catalogue of Life.